# NGC 2683
NGC 2683 je spirální galaxie, viditelná z boku, vzdálená od nás zhruba 16 až 25 milionů světelných let v souhvězdí Rysa, o velikosti srovnatelné s naší Mléčnou dráhou. Galaxie má velkou populaci starých, žlutých hvězd, které dávají vzniknout velmi jasnému galaktickému jádru. Pásy prachu podél zavinutých spirálních ramen NGC 2683 jsou poseté mladými modrými hvězdokupami tvoří siluetu na pozadí světla hvězd. Byla objevena Williamem Herschelem dne 5. února 1788 s dalekohledem o průměru 45,7 cm.